# Rohrach (Eyb)
Die Rohrach ist ein linker Zufluss der Eyb im Stadtgebiet von Geislingen im baden-württembergischen Landkreis Göppingen. Ihr Tal ist eines der fünf Namensgeber der „Fünftälerstadt“ Geislingen. An seinem östlichen Talhang verläuft die Eisenbahntrasse der Geislinger Steige, unterhalb die Steige der B 10.

## Geographie

### Rohrachquelle

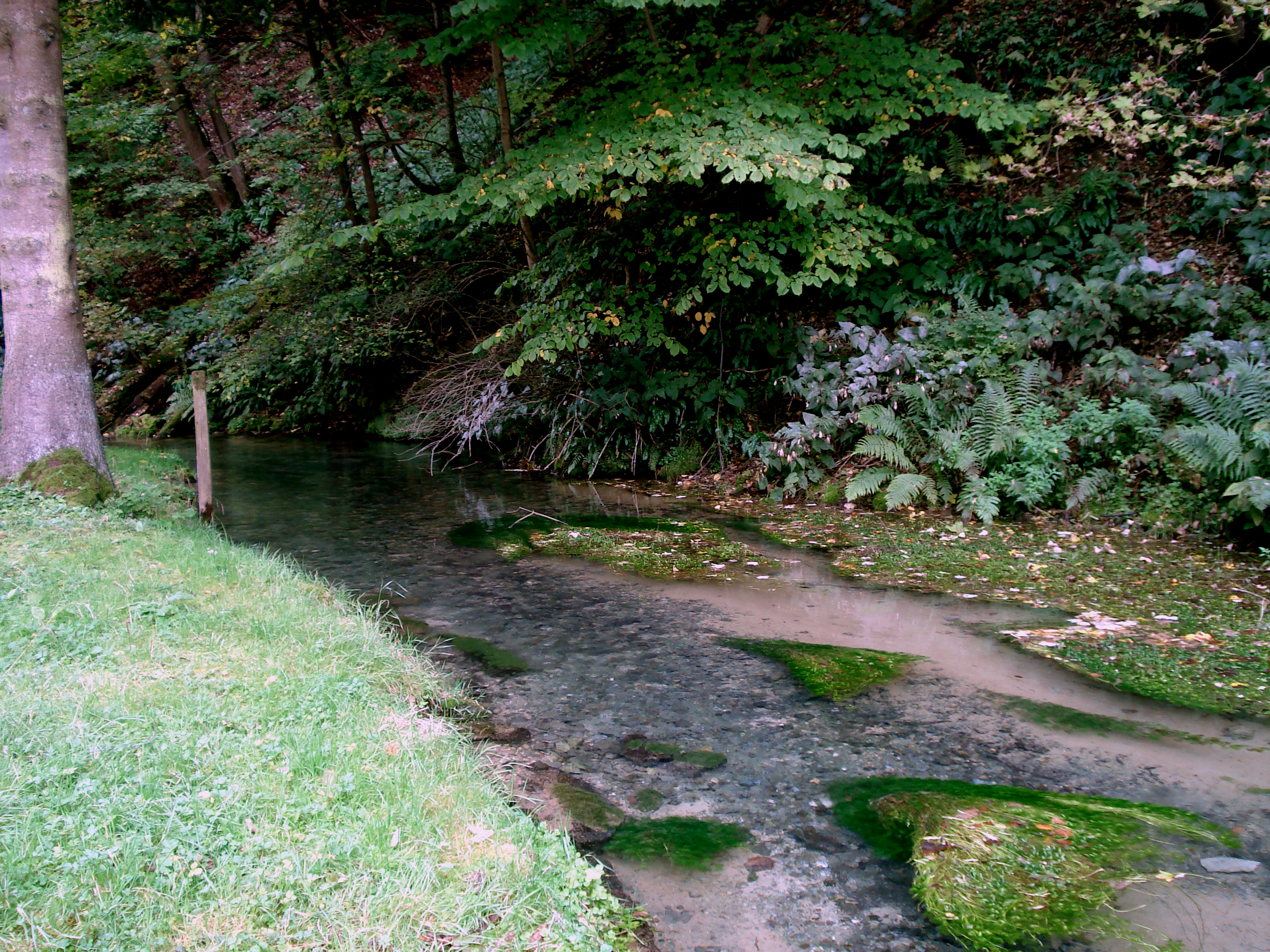
Die stark schüttende Rohrachquelle

Die Rohrachquelle liegt auf 517 m ü. NHN zwischen den Geislinger Wohnplätzen Ziegelhütte und Steigmühle, etwa 1,5 km nordwestlich der Ortsmitte von Amstetten. Sie entspringt den Kalksteinen der Wohlgeschichteten Kalk-Formation in einer bis zu 3.400 l/s, im Mittel ca. 250 l/s schüttenden Karstquelle. Bei starken Niederschlägen führt auch ein Trockengraben oberhalb der Rohrachquelle Wasser, der auf allenfalls etwa 577 m ü. NHN am Nordrand vom Amstetten mit anfangs wenig gefällereichem Lauf einsetzt. Stellenweise kann das Gewässer fast trockenfallen.

### Verlauf
Die Rohrach fließt von ihrer Quelle an zunächst nordwestwärts, am rechten Hang begleitet von den Talsteigen der B 10 und der Filstalbahn, zusammen Geislinger Steige genannt. Nachdem sie im Weiher genannten, recht breiten Auenabschnitt den hektargroßen Rohrbachsee links am Ufer passiert hat, wendet sie sich auf künftig nördlichen Lauf. Bald erreicht sie dann den Siedlungsrand von Geislingen, wo sie im bebauten Stadtgebiet ihrer zweiten Laufhälfte auf langer Teilstrecke unterirdisch verdolt ist. Unterhalb der Brücke der Werkstraße mündet sie von links nach etwa 5,7 km langem Weg mit mittlerem Sohlgefälle von etwa 17 ‰  auf unter 520 m ü. NHN in die Eyb, also etwa 97 Höhenmeter unterhalb der Rohrachquelle.

### Einzugsgebiet
Das oberirdische Einzugsgebiet der Rohrach, bestimmt anhand der Höhenstruktur, umfasst rund 49 Quadratkilometer, seine Südgrenze ist die Europäische Wasserscheide Atlantik-Schwarzes Meer. Der größte Teil des Einzugsgebiets rechnet naturräumlich zum Unterraum Randhöhen der Mittleren Alb der Mittleren Kuppenalb, darunter das Tal zu dessen Teilraum Filsalb und die nach Fläche viel bedeutende Albhochfläche linksseits von diesem zu dessen Teilraum  Nellinger Hochfläche. Die Anteile südöstlich und östlich des Talverlaufs gehören dagegen zur Lonetal-Kuppenalb, einem Teilraum des Albuchs.
Der weit überwiegende Teil des Einzugsgebietes liegt linksseits des Tales, der lauffernste Punkt an seinem Südwesteck westlich von Nellingen ist fast 9 km entfernt. Der Kluftabfluss im Untergrund der dort oberflächlich gewässerlosen und verkarsteten Albhochfläche muss nicht notwendig zur Rohrach hin erfolgen.
Reihum grenzen die Einzugsgebiete der folgenden Nachbargewässer an:
- Jenseits der kurzen nördlichen Wasserscheide erreicht der Abfluss unter- und oberhalb der Rohrbachmündung direkt die Eyb;
- im Osten und Südosten grenzt weithin gewässerloses Einzugsgebiet der Lone an, die über die Hürbe und dann die Brenz zur Donau entwässert;
- im, Südwesten schließt auf der auch dort fast gewässerlosen Albhochfläche das Einzugsgebiet der Kleinen Lauter an, deren Wasser über die Blau noch oberhalb der Brenz die Donau erreicht;
- im Westen und Nordwesten verläuft die Wasserscheide nahe am Rand des oberen Tals der Fils, die einige kurze Zuflüsse von der Scheide her erfährt, ehe sie dann auch die Eyb aufnimmt; sie führt ihr Wasser über den Neckar zum Rhein.

### Zuflüsse
- → Tierbach (linke Abspaltung), 1,2 km
  - Geissensteinklinge (links), 0,6 km
- → Floessgraben (linke Abspaltung), 0,6 km

## Geologie
Im größten Teil des Einzugsgebietes liegt Weißjuragestein im Untergrund. In Geislingen mündet der Fluss zuletzt in Schichthöhe des Braunjuras.
Der Talgrund des Rohrachtales ist von Jura-Hangschutt und zahlreichen Kalktufflagern geprägt.

## Schutzgebiet

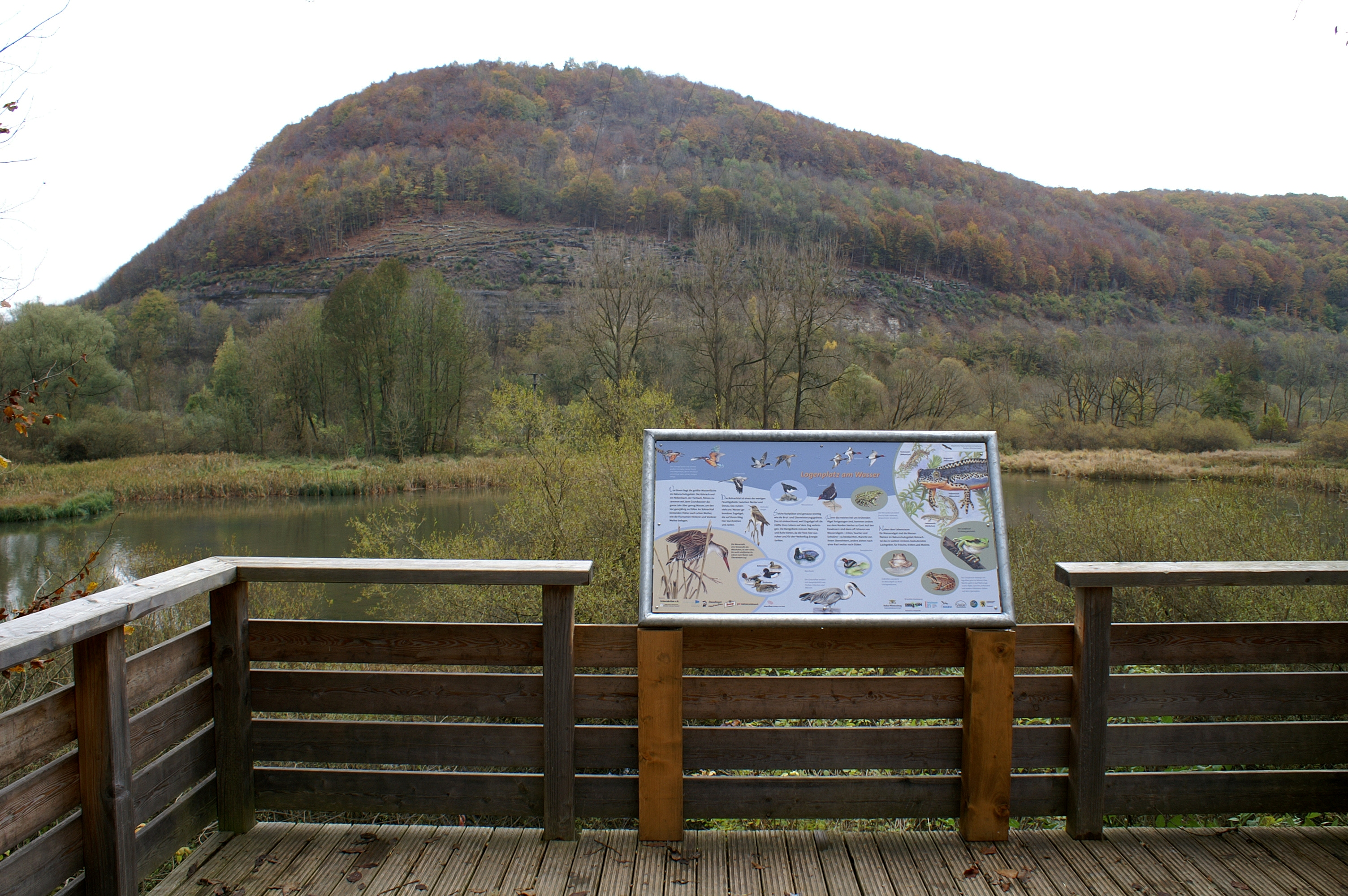
Aussichtsplattform am Rohrachsee

Von der Rohrachquelle bis zum Wasserfall ist das Rohrachtal seit 1982 Naturschutzgebiet. Der 13 Hektar große geschützte Bereich ist ein überregional bedeutsames Feuchtgebiet mit besonders hoher vogelkundlicher Bedeutung.
Seit September 2009 führt ein zwei Kilometer langer behindertengerechter Naturlehrpfad durch das Rohrachtal.

## Geschichte
Das Rohrachtal liegt auf der Trasse der Ur-Lone, die auf einem noch wesentlich höheren Niveau eine weite Region vor dem heutigen Albtrauf in Gegenrichtung nach Südosten entwässerte.
Früher nutzten zwölf Mühlen die Wasserkraft der rund sechs Kilometer langen Rohrach zum Mahlen von Getreide und zur Stromerzeugung. Im 8. Jahrhundert entstand der frühere Mühlenort Rorgensteig, an den noch ein Straßenname in Geislingen erinnert.
Schon im Mittelalter wurde der natürliche Lauf des Flusses verändert und zur besseren Verteidigung am Westabschnitt der Geislinger Stadtmauer entlanggeführt.

### LUBW
Amtliche Online-Gewässerkarte mit passendem Ausschnitt und den hier benutzten Layern: Lauf und Einzugsgebiet der Rohrach

Allgemeiner Einstieg ohne Voreinstellungen und Layer: Daten- und Kartendienst der Landesanstalt für Umwelt Baden-Württemberg (LUBW) (Hinweise)
1. 1 2 3  Höhe nach dem Höhenlinienbild auf dem Hintergrundlayer Topographische Karte.
2. ↑  Länge nach dem Layer Gewässernetz (AWGN), verringert um ein kleines, auf der Gewässerkarte mit zugerechnetes, unbeständig wasserführendes Anfangsstück, das auf dem Hintergrundlayer Topographische Karte abgemessen wurde.
3. ↑  Einzugsgebiet nach dem Layer Basiseinzugsgebiet (AWGN).
4. ↑  Seefläche nach dem Layer Stehende Gewässer.
5. ↑  Schutzgebiet nach dem einschlägigen Layer.

### Andere Belege
1. ↑  Quellschüttung nach: Rohrachquelle bei der Steigmühle NNE von Amstetten (PDF; 0,3 MB), Seite zur Rohrachquelle beim Landesamt für Geologie, Rohstoffe und Bergbau (LGRB).
2. ↑  Abfluss-BW: Modellierte Abflusswerte an der Mündung
3. ↑  Nach dem Daten- und Kartendienst der LUBW Digitale Topographische Karte hat das Einzugsgebiet eine Fläche von 48,924 km², dem widerspricht die Angabe beim Daten- und Kartendienst der LUBW Gewässerknoten MQ/MNQ mit  56,55 km²
4. ↑  Hansjörg Dongus: Geographische Landesaufnahme: Die naturräumlichen Einheiten auf Blatt 171 Göppingen. Bundesanstalt für Landeskunde, Bad Godesberg 1961. → Online-Karte (PDF; 4,3 MB)
5. ↑  Geologie nach den Layern zu Geologische Karte 1:50.000 auf: Mapserver des Landesamtes für Geologie, Rohstoffe und Bergbau (LGRB) (Hinweise)